# Lepus mandshuricus
Lepus mandshuricus  (tên tiếng Anh: Manchurian hare) là một loài động vật có vú trong họ Leporidae, bộ Thỏ. Loài này được Radde mô tả năm 1861.